# Hergest Ridge (album)
Hergest Ridge is het tweede album van Mike Oldfield. Het werd 28 augustus 1974 uitgebracht door Virgin Records.

## Inleiding
Oldfield moest een opvolger schrijven voor zijn uitermate succesvolle Tubular Bells, een wereldwijd succes. Het succes was dusdanig groot dat Oldfield zich eigenlijk uit de muziekwereld terugtrok; hij gaf geen concerten en stond bijvoorbeeld de muziekpers nauwelijks te woord. Hij leed aan paniekaanvallen. Voor zijn tweede album sloot hij zich op in het door hem net gekochte huis The Beacon, Kington (Herefordshire) nabij Hergest Ridge, een dorp op de grens van Engeland en Wales. Hij begon er nieuw materiaal te schrijven, maar het kwam niet echt van grond. Wel gaf hij soms optredens in kleine zaaltjes, onder andere met folkmusicus Les Penning. Richard Branson bleef hem steunen en zo kon Oldfield dan toch nieuw werk maken met nieuwe apparatuur, een Farfisa-orgel, een tapedeck en een mengtafel in The Beacon.
In de lente van 1974 trok hij de geluidsstudio's Basing Street Studios en Chipping Norton Studios, maar kon niet beginnen. Pas toen hij samen met muziekproducent Tom Newman in The Manor van Virgin Records-baas Richard Branson aan de slag ging kwam er resultaat. Het album werd gemixt in de Air Studios in Londen. Zelf was hij achteraf niet geheel tevreden over. Hij vond het een haastklus (met name kant 2), waarbij in zijn ogen goede muziek soms ondersneeuwde in de mix. Het was onvermijdelijk dat Hergest Ridge vergeleken werd met Tubular Bells, hetgeen Oldfield ergerde; hij vond Hergest Ridge beter uitgebalanceerd.

## Musici
- Mike Oldfield – westerngitaar, basgitaar, elektrische gitaar; Farfisa, Gemini, en Lowrey elektronisch orgel; glockenspiel, gong, mandoline, notenkraker, schelringen, klassieke gitaar, pauk, en buisklokken
- Chilli Charles – kleine trom
- Lindsay Cooper – hobo
- Ted Hobart – trompet
- William Murray – bekkens
- Sally Oldfield – zang
- Terry Oldfield – houtblazers
- Clodagh Simonds – zang
- June Whiting – hobo
- London Sinfonietta Voices - koor
- strijkers, gearrangeerd en gedirigeerd door David Bedford

## Muziek
| Nr. | Titel                  | Duur  |
| --- | ---------------------- | ----- |
| 1.  | Hergest Ridge (part 1) | 21:29 |

| Nr. | Titel                  | Duur  |
| --- | ---------------------- | ----- |
| 1.  | Hergest Ridge (part 2) | 18:45 |

Het album kreeg dezelfde opzet als Tubular Bells, beide plaatkanten werden gevuld met slechts één nummer. De muziek werd laag voor laag opgebouwd, waarbij bijvoorbeeld de gitaarpartij vrij hard werd opgenomen om later wat zachter in de eindmix te verschijnen.

## Ontvangst
De Nederlandse pers besteedde er nauwelijks aandacht aan. Jos Gerards van het Limburgsch Dagblad vond het echter een meesterwerk. OOR's Pop-encyclopedie (versie 1979) constateerde dat het album vrijwel identiek was aan haar voorganger, maar commercieel veel minder succesvol. Elly de Waard in De Volkskrant (6 juni 1977) omschreef het als een herhaling van zetten.
Het album kwam in de Engelse albumlijst op 14 september 1974 binnen op plaats 1 en die plaats werd nog twee weken vastgehouden voordat het album aan een daling in veertien weken begon. Eigenaardig is dat in de voorafgaande weken Tubular Bells op nummer 1 stond en dan al zestig weken genoteerd. Frappant is dat Tubular Bells Hergest Ridge ook weer van de eerste plek verdreef. In Nederland was het snel bekeken met Hergest Ridge; het stond slechts drie weken genoteerd met twaalf als hoogste plaats. Aangetekend moet worden dat Nederland destijds alleen een Album Top 20 had.

## Nasleep
Voor een boxset (Boxed) maakten Newman en Oldfield een quadrafonische mix. Deze gaf volgens Oldfield een betere geluidskwaliteit; hij gaf aan dat eventuele heruitgaven uit deze mix samengesteld moesten worden. De oorspronkelijk en nieuwe mix werden in 2010 samen in een box uitgegeven; daarin zat ook een 5.1-mix. Net als bij Tubular Bells schreef David Bedford er een versie van voor symfonieorkest en gitaar. In Engeland speelden gerenommeerde gitaristen de solopartij: Steve Hillage van Gong en Andy Summers van The Police. Er zijn voor zover bekend geen opnamen van gemaakt.
Tubular Bells · Hergest Ridge · Ommadawn · Incantations · Platinum · QE2 · Five miles out · Crises · Discovery · The Killing Fields · Islands · Earth Moving · Amarok · Heaven's open · Tubular Bells II · The songs of distant earth · Voyager · Tubular Bells III · Guitars · The Millennium Bell · Tr3s lunas · Tubular Bells 2003 · Light + Shade · Music of the Spheres · Man on the Rocks · Return to Ommadawn ·